# 弁天島温泉

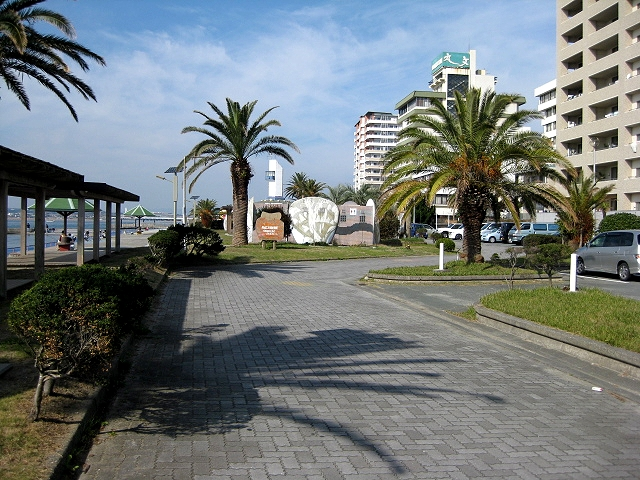
弁天島海浜公園

弁天島温泉（べんてんじまおんせん）は、静岡県浜松市中央区舞阪町弁天島に湧く温泉、またその温泉街である。

## 温泉地

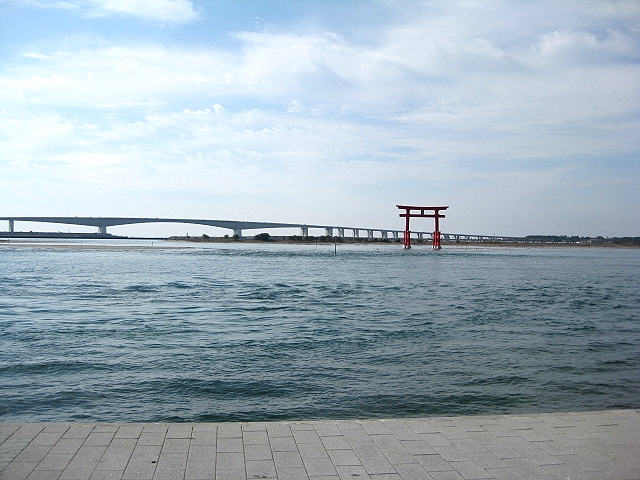
弁天島海浜公園から見る鳥居と浜名大橋

浜名湖の南側に浮かぶ砂州、弁天島一帯に旅館や民宿が点在する。ただし2軒しか温泉を引いていない。
島は埋め立てられており、国道1号、東海道本線、そして東海道新幹線が通過する。レジャースポットとして発展しており、海水浴、潮干狩り、マリンレジャー、釣り、サイクリングなどが盛んである。弁天島シンボルタワーと呼ばれる朱の大きい鳥居が湖上に建っており、島のランドマークとなっている。

## 泉質
- 食塩泉
  - 源泉温度は19度。浴用加熱

## 歴史
1960年（昭和35年）の開湯。交通アクセスの良さから静岡県西部有数の温泉地として発展し、現在に至る。

## アクセス
浜名湖花博のさいには村櫛町の浜名湖ガーデンパークと航路で結ばれた。
- 鉄道
  - 東海道本線 弁天島駅下車
- バス
  - 遠鉄バス 浜名線(10)弁天島温泉バス停下車